# Miss Maranhão 2017
Miss Maranhão 2017 foi a 63ª edição do tradicional concurso de beleza feminina do Estado, válido para o certame nacional de Miss Brasil 2017, único caminho para o Miss Universo. O concurso contou com a participação de vinte e uma (21) candidatas em busca do título que pertencia à modelo ludovicense representante de Santo Amaro do Maranhão, Deise D'anne. O certame é comandado há anos pelo empresário e fotógrafo amapaense Márcio Prado e se realizou no dia 6 de maio em São Luís, mais precisamente no Teatro Zenira Fiquene e teve a apresentação de Mayara Lívia. Na ocasião, sagrou-se vencedora a representante do município de Mata Roma, Ana Beatriz Nazareno.

## Resultados

### Colocações
| Posição                 | Município e Candidata                                                                                              |
| Vencedora               | - Mata Roma - Ana Beatriz Nazareno                                                                                 |
| 2º. Lugar               | - Itapecuru-Mirim - Anna Carolina Sousa                                                                            |
| 3º. Lugar               | - Vila Nova dos Martírios - Giselle Neres                                                                          |
| Finalistas              | - Dom Pedro - Brendha Victória - Imperatriz - Jade Andrade                                                         |
| (TOP 08) Semifinalistas | - Boa Vista do Gurupi - Érika Döth - Godofredo Viana - Stefi Jorge - Santo Amaro - Raíssa Alcântara                |
| (TOP 12) Semifinalistas | - Açailândia - Judith Assis - Bacuri - Yasmin Campos - Caxias - Gabrielle Pinheiro - Pindaré Mirim - Thamara Verde |

### Prêmio Especial
O concurso distribuiu o seguinte prêmio este ano:
| Prêmio          | Candidata                                 |
| Miss BE Emotion | - Vila Nova dos Martírios - Giselle Neres |

## Candidatas
Disputaram o título este ano:
| - Açailândia - Judith Assis - Bacuri - Yasmin Campos - Boa Vista do Gurupi - Érika Döth - Caxias - Gabrielle Pinheiro - Centro do Guilherme - Myslândia Furtado - Cururupu - Sandra Castro - Dom Pedro - Brendha Victória | - Esperantinópolis - Pamella Thamires - Godofredo Viana - Stefi Jorge - Humberto de Campos - Giuliana Meneses - Igarapé Grande - Evanny Ramos - Imperatriz - Jade Andrade - Itapecuru-Mirim - Anna Carolina Sousa - Mata Roma - Ana Beatriz Nazareno | - Morros - Sarah Raquel - Penalva - Sylleny Neves - Peri Mirim - Katryssa Martins - Pindaré Mirim - Thamara Verde - Santo Amaro - Raíssa Alcântara - Viana - Yhandra Bárbara - Vila Nova dos Martírios - Giselle Neres |

## Dados das Candidatas
Idade, medida e estudos das candidatas:
| Açailândia Judith Assis tem 20 anos e 1.75m. É acadêmica de Engenharia Civil. Bacuri Yasmin tem 22 anos e 1.75m. É acadêmica do curso de Direito. Boa Vista do Gurupi Erika tem 24 anos e 1.81m. É graduada em Administração. Caxias Gabrielle tem 20 anos e 1.70m. Cursa Arquitetura e Urbanismo. Centro do Guilherme Myslândia tem 18 anos e 1.68m. Estuda Educação Física. Cururupu Sandra tem 22 anos e 1.70m. É técnica em Enfermagem. Dom Pedro Brendha tem 22 anos e 1.78m. Está cursando Engenharia Civil. | Esperantinópolis Pamella tem 18 anos e 1.70m. É modelo. Godofredo Viana Stefi tem 22 anos e 1.72m. Cursa Arquitetura e Urbanismo. Humberto de Campos Giuliana tem 19 anos e 1.68m. É estudante. Igarapé Grande Evanny tem 21 anos e 1.71m. É acadêmica do Curso de Engenharia Civil. Imperatriz Jade tem 23 anos e 1.68m. É graduada em Administração de Empresas. Itapecuru-Mirim Carol tem 19 anos e 1.74m. Atua como modelo profissional. Mata Roma Beatriz tem 20 anos e 1.73m. É acadêmica do curso de Psicologia. | Morros Sarah Raquel tem 20 anos e 1.75m. É estudante. Penalva Sylleny tem 20 anos e 1.68m. É acadêmica do curso de Administação. Peri Mirim Katryssa tem 24 anos e 1.77m. É acadêmica do curso de Psicologia. Pindaré Mirim Thamara tem 20 anos e 1.70m. É acadêmica do curso de Nutrição. Santo Amaro Raíssa tem 22 anos e 1.76m. É nutricionista formada. Viana Yhandra tem 18 anos e 1.70m. É estudante universitária. Vila Nova dos Martírios Giselle tem 23 anos e 1.76m. Cursa Arquitetura e Urbanismo. |

## Crossovers
Candidatas em outros concursos:

### Estadual
Miss Maranhão
- 2013: Vila Nova dos Martírios - Giselle Neres (Top 7)
  - (Sem representação municipal específica)
- 2015: Dom Pedro - Brendha Victória (Top 10)
  - (Representando o município de Dom Pedro)